# Jeju Air
Jeju Air Co., Ltd. (hangul: 제주항공; rr: Jejuhang-gong) é a primeira e maior companhia aérea de baixo custo da Coreia do Sul. Nomeada em homenagem à Ilha de Jeju, a companhia aérea tem sede na cidade de Jeju e sua maior base no Aeroporto Internacional de Jeju. É também membro fundador da Value Alliance.

## História
A companhia aérea foi criada como uma joint venture pelo Aekyung Group e pelo governo da província de Jeju em 25 de janeiro de 2005. Foi estabelecido sob um nome coreano diferente (hangul: 제주에어; uma transliteração de "Jeju Air"). Ela recebeu uma licença comercial em 25 de agosto de 2005, o que a tornou a terceira maior companhia aérea do país, depois da Korean Air e da Asiana Airlines. Em 20 de setembro de 2005, mudou seu nome coreano para sua forma atual. Ela adquiriu sua primeira aeronave em 2 de maio de 2006 e realizou seu primeiro voo comercial, na rota Jeju-Gimpo, em 5 de junho de 2006. No final de 2006, contava com cinco aeronaves.
Em 2016, ajudou a fundar a Value Alliance, a primeira aliança pan-regional de transportadoras de baixo custo (LCC, sigla em inglês) do mundo, composta por oito LCCs da Ásia-Pacífico. Em 2017, a Jeju Air transportou mais de 60 milhões de passageiros, com receita registrada de 890 milhões de dólares e lucros operacionais de mais de 80 milhões de dólares. Em 2018, a Jeju Air transportou 7,3 milhões de passageiros internacionais, além de 4,7 milhões de passageiros domésticos. O seu tráfego doméstico tem-se mantido relativamente estável desde 2016, uma vez que se tem concentrado quase inteiramente na expansão internacional.
As operações de voo da Jeju Air foram afetadas pelo surto de coronavírus. Em novembro de 2020, havia aproximadamente 3,1 mil funcionários na companhia aérea. Em agosto de 2021, a Jeju Air vendeu ações, arrecadando 180 milhões de dólares para operações de financiamento.
Em 2024, no Índice Nacional de Satisfação do Cliente (NCSI) organizado pela Sede de Produtividade da Coreia, a Jeju Air foi classificada como nº 1 na categoria LCC pelo terceiro ano consecutivo.

## Acidentes e incidentes
- No dia 12 de agosto de 2007, o Voo Jeju Air 502, um De Havilland Canada Dash 8-400 (registro HL5256) ultrapassou a pista do Aeroporto Internacional de Gimhae. Todos os 74 passageiros e cinco tripulantes sobreviveram, mas quatro passageiros sofreram ferimentos. A aeronave foi substancialmente danificada e dada como perdida.[9][10]
- Em março de 2022, o Ministério de Terras, Infraestrutura e Transporte da Coreia do Sul interrompeu dois voos da Jeju Air por 20 e 7 dias, respectivamente, porque eles não seguiram protocolos de segurança.[11][12][13]
- Em 29 de dezembro de 2024, o Voo Jeju Air 2216, um Boeing 737-800 (registro HL8088) decolou do Aeroporto de Suvarnabhumi, perto de Bangkok, Tailândia, com destino ao Aeroporto Internacional de Muan, no Condado de Muan, Coreia do Sul. Ao tentar fazer um pouso de barriga devido a uma falha no acionamento do trem de pouso principal, a aeronave ultrapassou a pista de Muan, colidiu com uma barreira e explodiu, resultando na morte de 179 dos 181 ocupantes. Dois tripulantes a bordo do avião sobreviveram com ferimentos.[14] É o acidente aéreo mais mortal em solo sul-coreano desde 1997.[15]